# Shirō Ishii
Shirō Ishii (石井 四郎?, Ishii Shirō; Shibayama, 25 giugno 1892 – Tokyo, 9 ottobre 1959) è stato un criminale di guerra, microbiologo e generale giapponese. Gestì il programma di armamento biologico dell'Impero giapponese al comando di un'unità militare di ricerca chiamata Unità 731.

## Biografia

### Primi anni
Shirō Ishii nacque il 25 giugno 1892 nel villaggio di Shibayama, prefettura di Chiba, in Giappone. La sua famiglia che produceva sakè, era benestante ed esercitava un dominio quasi feudale sulla comunità del villaggio. Quarto figlio di Katsuya Ishii, ricevette un’educazione tradizionale presso la scuola Imperiale di Chiba e la scuola superiore a Kanazawa, nella prefettura di Ishikawa. Era un ottimo allievo, considerato come un genio da molti insegnanti, ma ritenuto arrogante e impulsivo da alcuni dei suoi compagni.
Nell'adolescenza si era avvicinato ai valori dell’élite del cambio di secolo: lealtà alla patria e all’imperatore. Fin a giovane età si era posto l’obiettivo di servire il paese entrando a far parte dell’esercito e il suo interesse nella medicina lo spinse a seguire una carriera di medico militare nell’Esercito imperiale giapponese. Nell’aprile del 1916 fu ammesso al Dipartimento di medicina dell’Università Imperiale di Kyoto. Brillante ed intelligente, spesso riceveva compiti di difficoltà maggiore rispetto alla sua età e percorso scolastico.
Tuttavia al tempo non si parlava di etica. La medicina occidentale era stata introdotta di recente e l’insegnamento si focalizzava soprattutto sulla pratica ed esperienza. Gli educatori della generazione di Ishii e quelle successive ritenevano che gli studenti di medicina avrebbero spontaneamente interiorizzato il compito di non utilizzare le proprie conoscenze per arrecare danno alle persone. Di tanto in tanto un professore poteva aprire una discussione sulla questione etica, ma chi usciva dalla facoltà come dottore non era sottoposto ad alcun giuramento di Ippocrate di tipo occidentale o a un equivalente giapponese.

### Inizio della carriera militare
Ishii si laureò nel 1920 e nel giro di un mese iniziò la formazione militare come ufficiale presso il Terzo reggimento della Divisione delle Guardie Imperiali, alla quale fu poi assegnato come Tenente chirurgo di primo grado. Più interessato alla ricerca, il 1º agosto del 1922 fu trasferito al Primo Ospedale Militare a Tokyo, guadagnandosi in breve tempo la fama di assiduo frequentatore dei distretti a luci rosse, di forte bevitore e prodigo nelle spese. Nonostante la cattiva notorietà, i suoi superiori nel 1924 lo invitarono a proseguire gli studi.
Presso l’Università Imperiale a Kyoto si specializzò nella ricerca in batteriologia, sierologia, patologia e della medicina di prevenzione. Durante questo periodo fu inviato nello Shikoku per studiare la diffusione di una malattia che aveva raggiunto livelli epidemici nella prefettura di Kanagawa, con il compito di localizzare e isolare il virus ritenuto responsabile. È stato probabilmente questo lavoro sui sistemi di filtrazione dell’impianto idrico e sulla prevenzione epidemica a condizionare le successive fasi della sua carriera.
Molti professori lo tenevano in grande considerazione, tra cui il Presidente di facoltà Araki Torasaburo che divenne uno dei suoi sostenitori, ma il suo atteggiamento arrogante e prepotente, nonché l’indifferenza che mostrava verso il lavoro dei colleghi, gli rendeva difficile l’integrazione nel gruppo degli studenti. Nel 1924 era stato promosso a Capitano e tra la fine del 1926 e l'inizio del 1927 ottenne il dottorato in microbiologia, con la tesi “Ricerca su Batteri gemelli Gram-positivi”. L'esercito lo stazionò presso l’Ospedale medico militare di Kyoto, ma Ishii continuò a mantenere i legami con l’Università, presso la quale almeno una volta all’anno ritornava per incontrare i professori e parlare agli studenti della propria attività. Acquisì sempre più fama di ricercatore medico, pubblicando una serie di articoli in riviste scientifiche.

### Il progetto delle armi biologiche
Tenendosi sempre informato sulla letteratura scientifica, si imbatté in un report sull’armamento biologico del Tenente di primo grado e medico di seconda classe Harada. Harada era un membro dell’Ufficio del Ministero della guerra giapponese e aveva preso parte nel 1925 alla Convenzione di Ginevra, la quale rendeva illegale l’impiego di armi chimiche e biologiche nella guerra. Fu tramite il suo report che Ishii si interessò al potenziale della guerra biologica e aspirò a valutarne le possibilità per l’esercito giapponese. Nel 1927 tentò di perorare la causa delle armi biologiche tra le università di Kyoto e Tokyo, ma la mancanza di interesse per il tema tra i militari lo frustrò e decise così di partire per un tour di studi all’estero per due anni.
Era tradizione, nella maggior parte delle istituzioni militari, mandare i migliori giovani soldati all’estero, non soltanto per studio ma anche con il proposito di raccogliere quante più informazioni possibili sulla situazione degli altri paesi. Tuttavia era inconsueto che un sistema così rigido nella disciplina come quello militare giapponese concedesse a un nuovo soldato un permesso di assenza per due anni, per un progetto sulle armi biologiche che non destava interesse. Dopo aver condotto due anni di ricerche intensive sulla produzione di armi chimico-biologiche in Occidente, fu assegnato come Professore di Immunologia alla Scuola medica militare di Tokyoe promosso al grado di Maggiore, giungendo nella posizione di poter fare pressioni per la ricerca sulle armi biologiche.
Riuscì ad attirare l’attenzione di Koizumi Chikahiko, che era stato prima Generale chirurgo e poi Ministro della Salute e ottenne il sostegno di Sadao Araki, ministro dell'esercito giapponese. Interessato all’iniziativa di Ishii, Koizumi fu suo sostenitore nell’istituire un Dipartimento di Immunologia e lo prese sotto la propria ala, nonostante non approvasse sua condotta eccentrica e dissoluta. In questo periodo ottenne il supporto anche del Colonnello Kajitsuka Ryuji e del Generale Nagata Tetsuzan. Ottenuto un terreno da Koizumi, accanto all’edificio di due piani in cemento fece costruire nel 1933 un altro edificio di 1795 metri quadrati, che avrebbe costituito la base di ricerca a Tokyo fino alla sconfitta giapponese nel 1945.

#### Invenzioni
Nel 1931, in seguito al suo ritorno in Giappone, Ishii fece una dimostrazione pubblica di un prototipo di un filtro idrico di sua creazione; questa invenzione ottenne un successo immediato e fu utilizzata in tutte le zone militari operative. Nel corso degli anni il filtro fu sottoposto a numerose modifiche e miglioramenti presentati da Ishii in eccentriche dimostrazioni. In una delle visite dell'Imperatore Hirohito si dice che avesse urinato in uno dei filtri, offerto l'"acqua" prodotta all'Imperatore e, al suo rifiuto, l'avesse bevuta lui. Il filtro era prodotto dalla Nippon Tokushu Kogyo Kabushiki Kaisha (Società per azioni Industriale Specializzata del Giappone), compagnia situata vicino al Laboratorio a Tokyo, in modo che Ishii potesse controllare il suo operato.

#### Ideologia
- <<La nostra missione divina come medici è sfidare tutte le varietà di micro-organismi che causano malattie; di bloccare tutte le strade di intrusione nel corpo umano; di annientare tutte le particelle estranee che risiedono nei nostri corpi; e di definire il trattamento più rapido possibile. Tuttavia, il lavoro di ricerca su cui ci stiamo per lanciare è il completo opposto di questi principi, e potrebbe provocarci tormento come medici.[...]>>[1]

Ishii, come la maggior parte dei giapponesi, credeva nella superiorità culturale ed etnica della propria nazione sulla base della discendenza divina dell'Imperatore. In un periodo tumultuoso, in cui chiunque era contro l'operato dell'imperatore doveva essere eliminato (come Nagata Tetsuzan, assassinato nel 1935), la mentalità con cui erano cresciuti Ishii e collaboratori era "gerarchia, lealtà, conformità, dovere e obbedienza". Gli abitanti dei territori occupati dal Giappone erano ritenuti inferiori, e pertanto non c'era alcun rimorso nell'utilizzarli a proprio vantaggio. Ishii e i suoi subordinati seguivano queste dottrine e non si facevano problemi a portare avanti esperimenti sui prigionieri (asiatici e non) perché ritenuti inferiori e pertanto sacrificabili.

### L'attività in Manciuria
Forte dei successi in laboratorio, Ishii iniziò ora a preoccuparsi del fatto se alcuni degli sviluppi sperimentali di laboratorio avrebbero funzionato sul campo e l’unica soluzione sembrava utilizzare esseri umani come soggetti degli esperimenti. Consapevole del rischio nel condurre una tale ricerca nella capitale, sotto lo sguardo delle autorità, riuscì a farsi assegnare dall’Esercito in Manciuria, colonia giapponese da poco acquisita. Gli anni ’30 furono un periodo d’oro per la carriera di Ishii: era stato promosso a Tenente colonnello il primo agosto 1935, in parte per i risultati della ricerca raggiunti a Beiyinhe, il villaggio in Manciuria presso cui era stata costruita la struttura di sperimentazione. Considerata la scarsa conoscenza letteraria sull’utilizzo di armi biologiche negli anni trenta, era difficile confutare o controbattere le affermazioni di Ishii di poter raggiungere risultati strabilianti se gli fosse stata data opportunità di sfruttare a pieno il potenziale degli agenti biologici.
Gli venne data questa possibilità il primo agosto 1936, quando fu scelto come capo del Boeki kyusui bu, o Dipartimento di prevenzione epidemica e purificazione idrica dell’Armata del Kwantung. Un anno prima un'epidemia di colera che aveva ucciso circa 6000 soldati e si pensava che il nemico, cinese o sovietico, ne fosse stato responsabile, contaminando il sistema idrico. Nessun altro in questo caso era più adatto di Ishii, essendo già stazionato in Manciuria, a dirigere un’operazione contrapposta di guerra biologica. Inoltre il Dipartimento di purificazione idrica era la perfetta copertura per il progetto di Ishii, in quanto nessuno avrebbe sospettato l’utilità di unità militari in grado di fornire acqua potabile alle forze armate, possibile con l’invenzione del filtro purificatore di Ishii.
Ishii esercitava una grande influenza sulla polizia locale, così come sulla Kempeitai e l'Armata del Kwantung, che ormai operava "indipendente" da Tokyo. Il progetto iniziale per la costruzione della base di ricerca a Pingfan e le strutture ausiliarie era di tre milioni di yen, un budget troppo elevato a disposizione di un Colonnello. Questo dimostra che Ishii aveva l’appoggio di figure ai piani alti del comando. La costruzione e progettazione del complesso di Pingfan era un’operazione che richiedeva tempo, denaro ed energie. Negli anni di operatività della struttura, dal 1936 al 1945, Ishii dimostrò le sue capacità organizzative e amministrative, facendo della costruzione del centro il suo unico proposito di carriera. Tuttavia, dato il suo carattere esibizionista, il 7 novembre 1936 organizzò una dimostrazione per i colleghi medici dell’esercito, facendo cadere carichi di medicinali da un aereo sulla folla.
Il 1º marzo 1938 fu promosso a Colonnello per i successi ottenuti con la ricerca sulle armi biologiche e verso la fine dell’anno il complesso di Pingfan era diventato operativo. Nei cinque anni successivi raddoppiò gli sforzi per raggiungere gli obiettivi e al tempo stesso fare progressi di carriera. Dirigeva il Dipartimento per l'Armata del Kwantung, si spostava avanti e indietro presiedendo conferenze all’Università imperiale di Kyoto e presso l’Istituto militare medico di Tokyo, supervisionava le operazioni a Beiyinhe e proseguiva la ricerca nel laboratorio di Harbin. Come affermò Naito Ryoichi nel 1947: "Mobilitava la maggior parte delle università giapponesi per aiutare nella ricerca. In aggiunta all’Istituto medico militare di Tokyo, c’erano anche l’Università Imperiale di Kyoto e di Tokyo, il Laboratorio di ricerca delle malattie infettive, ecc...".
Infatti dal 1930 fino al 1945, Ishii promosse i programmi di guerra biologica tra ufficiali, medici e scienziati, parlando di fronte ad audience negli Istituti medici dell'esercito, nelle università ed alle conferenze, mostrando spesso parti umane conservate per illustrare in modo più efficace le attività che conduceva. All'Università Imperiale di Kyoto Ishii teneva annualmente discussioni con gli studenti di medicina. Pilota esperto, aveva diversi aeroplani a disposizione che guidava personalmente per ispezioni e per tenere discorsi di incoraggiamento alle truppe. Volava regolarmente fino ad Anda, a 146 km a nord di Harbin ed eseguì diverse missioni dal 1940 al 1942. In seguito alle operazioni contro i sovietici nella battaglia di Nomonhan, il primo ottobre 1939, l’Unità Ishii ricevette un’onorificenza dal Generale a comando dell’Armata del Kwantung, cosa alquanto inusuale per un’unità medica.
Ciò che rende il riconoscimento più degno di nota è che il Ministero della Guerra abbia permesso la divulgazione della notizia. Il 23 maggio 1940 l’Asahi Shinbun di Tokyo pubblicò la fotografia di Ishii accanto al testo dell'attestato. Spronato dall’esperienza, negli anni successivi Ishii espanse le operazioni di sperimentazione sul campo in tutta la Manciuria e Cina, collaborando con le diverse basi operative della ricerca giapponese, come l'Unità 1644 di Nanchino e l'Unità 100 di Changchun. Dal 1939 al 1942 l’Unità 731 condusse esperimenti di tale portata che Ishii doveva necessariamente aver ricevuto l’approvazione, sia dai capi militari dell’Armata del Kwantung che dal Ministero della guerra di Tokyo, che non potevano non esserne al corrente. Nel 1941 fu promosso a Maggiore generale. Il 1º agosto 1942 fu trasferito a Nanchino, a capo del Dipartimento Medico della Prima Armata, e venne sostituito da Kitano Masaji fino all'inizio del 1945 come capo dell'Unità 731.

### Immunità ai crimini
La notizia della resa giapponese devastò Ishii, che intraprese i preparativi per la distruzione del centro di ricerca di Pingfan, si assicurò che i suoi collaboratori più importanti si mettessero al sicuro prima dell'arrivo delle truppe cinesi e sovietiche. Lui fuggì in Giappone con un aereo militare, mentre la sua famiglia avrebbe raggiunto in treno Pusan in Corea e da lì per nave fino in patria. Per potersi proteggere dalle ovvie accuse di crimini di guerra, pensò inizialmente di nascondersi, facendo circolare la notizia della sua morte, inscenando persino, con l'aiuto delle autorità locali, il suo funerale il 10 novembre 1945.  Nonostante i suoi sotterfugi, il Colonnello Sanders dell'Intelligence americana lo rintracciò all'inizio del 1946, mosso dalle molte accuse pervenute alle autorità dell'occupazione.
Invece di essere arrestato, fu messo agli arresti domiciliari presso sua abitazione di Tokyo, per tutta la durata delle indagini. Nel 1946 Arvo Thompson, membro del gruppo americano di investigazione e ricerca scientifica, fu inviato a interrogare Ishii. Nella lunga serie d'incontri tra il 17 gennaio e il 25 febbraio 1946, Ishii si assunse tutta la responsabilità dell'operato, ma tentò di minimizzare la portata delle sue ricerche come un'operazione limitata al complesso di Pingfan, in cui negli esperimenti venivano utilizzati solo animali di piccola taglia,  mai esseri umani. Nonostante la versione di Ishii, Thompson dimostrò che gli esperimenti propedeutici alla guerra biologica, erano stati condotti su larga scala e sostenuti dalle massime autorità militari. L'intelligence americana sapeva di almeno venti stretti collaboratori di Ishii e sperava che qualcuno tra questi avrebbe parlato.
Nonostante il resoconto del 31 maggio 1946 di Thompson fosse più dettagliato rispetto a quello di Sanders, trattava solo di una piccola parte di ciò che di orrendo era accaduto. L'inizio delle procedure di incriminazione contro Ishii coincise con l'inizio del programma di protezione di criminali di guerra utili al Governo americano, sicché né Ishii né altre figure importanti sarebbero stati alla sbarra nei Processi ai crimini di guerra iniziati il 3 maggio 1946. L'8, 9 e 10 maggio 1946 Ishii fu nuovamente interrogato, questa volta dallo scienziato Norbert H. Fell. Soltanto con la garanzia scritta di immunità, Fell riuscì ad ottenere da Ishii informazioni sostanziali sulle ricerche, ma anche in questo caso si sospettò che Ishii non raccontò tutto.
Egli affermò di non essere a conoscenza di alcun esperimento fuori dalla base (come erano stati gli incidenti di Ning Bo e nelle altre città cinesi tra il 1940 e il 1942), di aver operato soltanto a Pingfan, del quale era totalmente responsabile e che i suoi collaboratori non ne avevano responsabilità, di non sapere chi fosse responsabile della distruzione di Pingfan, di non avere informazioni sui dettagli degli esperimenti né delle operazioni che avvenivano in altre strutture in Cina e Manciuria. In cambio di "20 anni di ricerche ed esperienza", Ishii strinse un accordo con gli americani per ottenere l'immunità, messa per iscritto, e la non divulgazione delle sue dichiarazioni al Tribunale dei crimini di guerra. Promise di fornire un resoconto dettagliato dei suoi vent'anni di esperienza, le sue idee sull'uso strategico e tattico delle armi biologiche e una descrizione completa della sua teoria ABEDO sulla guerra biologica. La decisione americana di proteggere Ishii prendendolo sotto la loro ala protettrice, fu presa per impedire di consegnarlo ai sovietici ed ottenere informazioni. L'SWNCC (State-War-Navy Coordinating Committee, Comitato di Coordinamento Stato-Ministero della Guerra-Marina) americano era giunto alla conclusione che:
A. C'erano dati insufficienti per sostenere l'accusa di crimini di guerra contro Ishii ed altri.
B. L'importanza delle informazioni sulle armi biologiche superava quella della persecuzione per crimini di guerra.
In seguito, nonostante le richieste russe dirette al governo americano di mettere Ishii sotto processo, sulla base delle accuse di sperimentazione sugli esseri umani, egli non fu presente ai Processi del 1949 e non fu condannato come avvenne per alcuni dei suoi collaboratori.

### Ultimi anni
Nel 1947 e negli anni successivi Ishii ricevette numerose lettere di accusa e minacce. L'accordo di immunità era stato concluso nel 1948 e Ishii non venne condannato né al Processo di Chabarovsk, né successivamente. Poco si sa delle sue attività successive, tranne che probabilmente continuò a tenere discussioni e conferenze sia in patria sia presso i centri di ricerca scientifica negli Stati Uniti. Morì il 9 ottobre 1959 in un ospedale di Shinjuku a Tokyo a causa di un cancro alla laringe. Sul letto di morte venne battezzato nella Chiesa cattolica romana e prese il nome di Giuseppe, forse pentendosi dei suoi crimini.

## Nella cultura popolare
- Il film Hei tai yang 731 (conosciuto anche come Men Behind the Sun) di Tun Fei Mou, del 1988, mostra gli esperimenti compiuti sulle persone dall'Unità 731. La pellicola fu realizzata in onore e futura memoria delle vittime per non dimenticare l'accaduto. Il regista di tale film fu criticato dal suo Paese e fu perfino a rischio pena di morte.